# Ejército del Danubio
El Ejército del Danubio (en francés: Armée du Danube) fue un ejército del Directorio que en 1799 participó en la campaña del suroeste, en el valle del alto Danubio. Se formó el 2 de marzo de ese año con las fuerzas del Ejército de Observación, que simplemente cambió de nombre. Este había vigilado los movimientos austriacos en la frontera entre la Primera República Francesa y el Sacro Imperio Romano Germánico. Lo mandó el general Jean-Baptiste Jourdan, primer conde de Jourdan (1762-1833).
La formación del ejército fue parte de la estrategia del Directorio francés para socavar la influencia de los Habsburgo en el Sacro Imperio y reforzar la francesa en Europa central tras las guerras de la Primera Coalición y el Tratado de Campo Formio de 1797.  Pese a lo dispuesto en el tratado, Austria y Francia no confiaban la una en la otra; por ello, el propósito del Ejército de Observación era vigilar posibles transgresiones fronterizas de los austriacos. Cuando se convencieron de que el Congreso de Rastatt estaba bloqueado, los franceses ordenaron al Ejército de Observación que cruzase el Rin. El ejército debía apoderarse de las posiciones estratégicas en el suroeste de Alemania (en el moderno Baden-Württemberg) y enfrentarse al ejército austriaco del archiduque Carlos. Mientras, el Ejército de Helvecia, a las órdenes de André Masséna, tomaría otras posiciones estratégicas como el paso de San Gotardo, la meseta suiza y la cuenca alta del Rin.
El ejército participó en cuatro batallas. En la de Ostrach y la primera de Stockach, el Ejército del Danubio se retiró tras sufrir copiosas bajas. Después de reorganizarse y unirse a algunas de las unidades del ejército suizo de Masséna, se replegó tras combatir con las fuerzas más numerosas de Carlos en Zúrich a principios de junio de 1799; solamente en la segunda batalla de Zúrich el ejército se alzó con una victoria clara. En diciembre de 1799, el Ejército del Danubio se unió al Ejército del Rin.

## Antecedentes
Al comienzo, los soberanos de Europa, entre los cuales José II, el emperador del Sacro Imperio, consideraron que la revolución en Francia era un asunto interno francés que debían dirimir el rey francés y sus súbditos, y en el que no debían entrometerse. Pero cuando la retórica revolucionaria se radicalizó, las monarquías europeas comenzaron a preocuparse por los acontecimientos que tenían lugar en Francia. Leopoldo, que había sucedido a José en el trono imperial en 1791, observaba con creciente angustia la situación en que se hallaba su hermana María Antonieta y sus hijos. Pese a la radicalización de la revolución, trató de evitar la guerra pero, a finales del verano y tras consultar con nobles franceses emigrados y con Federico Guillermo II de Prusia, proclamó la Declaración de Pillnitz, en la que el emperador y el rey prusiano expresaban la comunidad de intereses entre los soberanos europeos y la familia real francesa. El documento contenía graves pero veladas amenazas sobre lo que podría pasar si algo llegaba a sucederle a esta.
En 1792, la posición de la república francesa era cada vez más difícil. A los problemas económicos y sociales se unía la agitación de los emigrados, que fomentaban una contrarrevolución que restaurase el gobierno absolutista. Los principales de estos emigrados eran Luis José, príncipe de Condé (primo de Luis XVI), el hijo de este, Luis Enrique, duque de Borbón, y su nieto, Luis Antonio, duque de Enghien. Desde su base en Coblenza, junto a la frontera francesa, buscaban ayuda militar de las monarquías europeas, y reclutaron un pequeño ejército. La ascensión al trono del Sacro Imperio del joven e intransigente Francisco tras la muerte de su padre en julio de 1792 también preocupó a la república.
El 20 de abril de 1792, la Convención Nacional francesa declaró la guerra a Austria. En esta guerra de la Primera Coalición (1792-98), Francia se enfrentó a la mayoría de los Estados europeos que lindaban con ella, además de con Portugal y el Imperio otomano. Pese a que las fuerzas de la Coalición consiguieron varias victorias en Verdún, Kaiserslautern, Neerwinden, Maguncia, Amberg y Würzburg, las victorias de Napoleón Bonaparte en el norte de Italia expulsaron a las fuerzas austriacas de la península italiana y condujeron a la firma de la Paz de Leoben (17 de abril de 1797) y luego al Tratado de Campo Formio (octubre de 1797).
De octubre de 1797 hasta que el Ejército del Danubio penetró en Alemania en marzo de 1799, los firmantes del Tratado de Campo Formio evitaron enfrentarse. Pero, a pesar de haber suscrito el tratado, las dos principales adversarias, Francia y Austria, no confiaban la una en la otra.  Varios incidentes diplomáticos socavaron el acuerdo. Los franceses reclamaron ciertos territorios que no se habían mencionado en él. Los Habsburgo eran remisos a entregar incluso los que sí se habían estipulado en el tratado y se negaron a ceder aquellos que no se habían incluido en el documento. El Congreso en Rastatt no logró organizar la entrega de los territorios que los príncipes alemanes debían recibir para compensar sus pérdidas. En el sur de la península italiana, Fernando de Nápoles rechazó pagar tributo a Francia; estalló una rebelión general en el reino, que fue aplastada por los franceses y que originó la proclamación de la República Partenopea. Más al norte, los republicanos de los cantones suizos, con la colaboración del ejército francés, derrocaron al Gobierno central de Berna y establecieron la República Helvética.
Otros factores también contribuyeron a que aumentase la tensión. De camino a Egipto, Napoleón había anclado en Malta y expulsado de ella a los hospitalarios, lo que disgustó al zar Pablo, gran maestre honorario de la Orden. El Directorio francés, además, estaba convencido de que los austríacos se preparaban para emprender otra guerra. De hecho, según se debilitaba la república francesa, se multiplicaban las conversaciones entre austríacos, napolitanos, rusos y británicos sobre la conveniencia de acometer un nuevo conflicto.

## Propósito y formación

Evolución organizativa del Ejército del Danubio.

Los estrategas militares franceses consideraban que el norte del valle del Rin, los territorios alemanes del suroeste y Suiza eran importantes para el defensa de la República. Los puertos suizos daban acceso al norte de Italia y, por tanto, el ejército que los controlase podría trasladar tropas del norte al sur de los Alpes con facilidad. Por otro lado, el Rin era una barrera formidable para lo que los franceses creían que era una agresión austriaca, y el Estado que controlase los puentes del río dominaba también este, de ahí el interés francés por los territorios del suroeste de Alemania. Finalmente, el dominio del alto Danubio permitiría a Francia trasladar tropas a cualquier punto entre Italia y el mar del Norte, lo que suponía una gran ventaja estratégica.
Para alcanzar este objetivo, a principios de noviembre de 1798, Jourdan llegó a Huningue, cerca la ciudad suiza de Basilea, para tomar el mando del Ejército de Observación, llamado así porque su función era observar las actividades que pudiesen poner en riesgo la seguridad de la frontera francesa del Rin. Jourdan evaluó la calidad y la disposición de las fuerzas e identificó las necesidades del ejército, tanto en hombres como en material. El ejército cuyo mando había asumido se encontraba en malas condiciones para cumplir su cometido. Tanto el suyo como los ejércitos colindantes, el Ejército de Helvecia (Suiza) y el Ejército de Maguncia, no contaban con suficiente dotación, abastos, municiones y adiestramiento. Jourdan registró estas deficiencias en numerosas ocasiones en largas cartas que envió al Directorio, en las que alertaba de las consecuencias de mantener al ejército escaso de tropas y de suministros; sus peticiones, no obstante, no hicieron mella en el Directorio, que apenas le envió nuevos soldados o material.

Una vez en la orilla derecha del Rin, tras haber cruzado este en Kehl y Huningue, las acciones del Ejército del Danubio se centraron en las orillas del gran río.

Las órdenes de Jourdan eran penetrar en Alemania y apoderarse de ciertas posiciones estratégicas, especialmente las situadas en las carreteras de Stockach y Schaffhausen, en el extremo occidental del Lago de Constanza. Las órdenes del jefe del Ejército de Helvecia, André Masséna, eran parecidas: debía tomar puntos estratégicos en Suiza, en particular el paso de San Gotardo, los puertos de Feldkirch, en especial el de Maienfeld (St. Luciensteig), y dominar la meseta de la comarca de Zúrich y Winterthur. El control de estas posiciones impediría a los aliados de la Segunda Coalición trasladar tropas entre la península italiana y Alemania. Además, desde estos puntos, los franceses controlarían los accesos occidentales a Viena. Para completar el aislamiento de esta, el Ejército de Maguncia se dirigiría al norte, para cortar las comunicaciones entre la capital austriaca y las provincias del norte y el Reino Unido.

## Cruce del Rin
El 1 de marzo de 1799, el Ejército de Observación, en orden de batalla y con unos treinta mil soldados distribuidos en cuatro divisiones, cruzó el Rin en Kehl y Basilea; en ese momento, tomó el nombre de Ejército del Danubio. Los cuatro grupos eran:
- La vanguardia, con unos nueve mil soldados al mando del general François Joseph Lefebvre que, sin embargo, en aquel momento mandaba interinamente Dominique Vandamme. Este grupo también englobaba el destacamento izquierdo de unos tres mil soldados que luego Vandamme condujo a Stuttgart.[8]
- La 1.ª División, con unos ocho mil soldados al mando del general Pierre Marie Barthélemy Ferino.
- La 2.ª División, con unos siete mil, mandados por el general Joseph Souham.[9]
- la 3.ª División, con otros siete mil al mando de Laurent Saint-Cyr, que constituía el flanco izquierdo del ejército.
- La reserva, con unos tres mil hombres mandados por Jean-Joseph Ange d'Hautpoul.[9]

El ejército avanzó en cuatro grupos. La 1.ª División, en el flanco derecho, se reunió en Hüningen, cruzó a Basilea y siguió la orilla oriental septentrional del Rin hacia el lago Constanza. El grupo de vanguardia cruzó el río en Kehl, y Vandamme lo dirigió al noreste a través de las montañas por Freudenstadt. Este grupo acabó formando el flanco izquierdo del ejército. Le siguió la 2.ª División, que cruzó el Rin también por Kehl. La 3.ª División y la reserva también atravesaron el río en Kehl, y luego se separaron: la 3.ª División se dirigió a la Selva Negra y pasó por Oberkirch; la reserva, con la mayoría de la artillería y la caballería, marchó más al sur, por el valle de Friburgo de Brisgovia, donde había más forraje, y luego cruzó las montañas por el Titisee, camino de Löffingen y Hüfingen.
A pesar de que Jourdan podría haber establecido una posición en la vertiente oriental de las montañas —mucho más conveniente— siguió hacia el este a través de la llanura del Danubio, disponiendo sus fuerzas temporalmente entre Rottweil y Tuttlingen. Finalmente fijó una línea con centro en Pfullendorf. Planeaba enfrentarse al ejército austriaco que mandaba su jefe, el archiduque Carlos, en la meseta de Ostrach.
Aunque este parecía en principio un plan cabal, la elección del campo de batalla resultó a la postre inadecuada. La llanura junto a Pfullendorf estaba plagada de corrientes y riachuelos como el propio Ostrach, un afluente del Danubio, que brotaban de los pantanos y ciénagas de Pfrungenried; en primavera, este terreno resultaba complicado para disputar una batalla la mayoría de los años. Si bien Jourdan podía colocar la artillería en Pfullendorf y en las colinas bajas al norte del pueblo de Ostrach, el terreno cenagoso amortiguaba el impacto de los proyectiles. Asimismo, la niebla también cubría a menudo el pantano, lo que impedía ver el campo de batalla y complicaba los planes. Además, la blandura del terreno estorbaba los movimientos de la caballería, que también dificultaba la niebla. Finalmente, la mayoría del ejército de Carlos había pasado el invierno justo al este del Lech, circunstancia que conocía Jourdan, porque había enviado agentes a Alemania para averiguar la ubicación y número del enemigo. Las fuerzas austriacas se encontraban así a menos de sesenta y cuatro kilómetros; podían cruzar el Lech tanto por los puentes permanentes como por pontones y acercarse atravesando territorio favorable a los austriacos.

## Combates

Batallas del Ejército del Danubio.

En marzo de 1799, el Ejército del Danubio libró dos batallas importantes, ambas en el suroeste de Alemania. En la batalla de Ostrach, disputada del 20 al 22 de marzo de 1799, la primera batalla de la guerra de la Segunda Coalición, las fuerzas austriacas, al mando del archiduque Carlos, vencieron a las francesas. Las notables pérdidas sufridas por los franceses les obligaron a abandonar la región; tomaron posiciones en Messkirch (también conocido como Mößkirch y Meßkirch), y luego en Stockach y Engen. En la segunda batalla, en Stockach, disputada el 25 de marzo de 1799, el ejército austriaco consiguió una victoria clara sobre las fuerzas francesas, y de nuevo empujó al oeste al ejército francés. Jourdan ordenó a sus generales que tomasen posiciones en la Selva Negra, mientras él mismo se trasladaba a Hornberg. Allí Jourdan entregó el mando del ejército a su jefe de Estado Mayor, Jean Augustin Ernouf, y viajó a París para solicitar más y mejores tropas; cuando no las obtuvo, pidió permiso por enfermedad. El Ejército se reorganizó y parte de él pasó a las órdenes de André Masséna y se unió al Ejército de Helvecia. Tras estos cambios, el Ejército participó primero en la batalla de Winterthur y en la primera batalla de Zúrich y, tres meses más tarde, en la segunda batalla de Zúrich.

### Batalla de Ostrach
La batalla de Ostrach se disputó entre el 20 y el 23 de marzo de 1799. A comienzos de marzo, el Ejército del Danubio avanzó hacia Pfullendorf y Ostrach; la primera era una ciudad imperial en la Alta Suabia y la segunda, un pueblo de unos trescientos habitantes que pertenecía a la Abadía Imperial de Salem. El objetivo era cortar las líneas austriacas en Suiza, impidiendo que la Coalición emplease esta para unir sus fuerzas de Europa central y las desplegadas en el sur. Si lograban su objetivo, los franceses aislarían los ejércitos de la Coalición en Alemania de los que combatían en el norte de Italia y les impedirían cooperar entre sí; además, el control de los puertos suizos les permitiría trasladar sus fuerzas de una región a la otra.

Mapa que muestra a los ejércitos francés (rojo) y austríaco (amarillo) convergiendo en Ostrach en marzo de 1799.

La batalla se disputó durante la Semana Santa de 1799, en medio de una lluvia y niebla densas, en el pantano al sureste del pueblo. Al principio, el 20 de marzo, los franceses tomaron el pueblo de Ostrach y la aldea cercana de Hoßkirch. En la mañana del 21 de marzo, tal como escribió luego el general Jourdan, sus hombres desaparecieron en un mar de casacas rojas, el uniforme de los húsares y de los granaderos austriacos. Al anochecer, tras más de quince horas de lucha, los austríacos flanquearon a las unidades de su izquierda, y Saint Cyr tuvo que retirarse a las colinas de Pfullendorf. A primera hora de la mañana, cuando se despejó la niebla, Jourdan pudo contemplar el formidable ejército del archiduque desplegado en la llanura. La disposición del enemigo dejaba clara la imposibilidad de mantenerse en las colinas de Pfullendorf. Jourdan ordenó la retirada, pero no pudo impedir que parte de su flanco derecho quedase rodeado por los austriacos.
Pese a que las bajas fueron copiosas en ambos lados, los austríacos contaban con bastantes más soldados: casi cincuenta y cinco mil en Ostrach, con otros sesenta mil en una línea que unía el lago Constanza y Ulm. Las pérdidas francesas suponían más del doce por ciento de sus fuerzas; las austriacas, aproximadamente un cuatro por ciento de las suyas. Los franceses hubieron de retroceder a Stockach, en donde el 25 de marzo se libró una nueva batalla; los dos bandos sufrieron mayores bajas que en los choques anteriores, si bien los austriacos obtuvieron una victoria clara.

### Batalla de Stokach
En la batalla de Stockach, Jourdan volvió a mandar el ejército francés y el archiduque Carlos el austriaco; el primero contaba con cuarenta mil soldados y el segundo, con ochenta mil. Mientras trataba de reunir a sus hombres, Jourdan cayó del caballo, casi fue aplastado por los soldados y a duras penas logró escapar del enemigo. Por su parte, Carlos tuvo un papel destacado en la batalla: participó en lo más reñido del combate y detuvo al enemigo hasta que llegaron los refuerzos. Los franceses fueron vencidos de nuevo y tuvieron que retirarse y cruzar el Rin.
La lid fue encarnizada y cruenta. En la madrugada del 25 de marzo, el flanco izquierdo francés acometió con ímpetu al derecho austriaco, al tiempo que otras unidades atacaban también el izquierdo. El asalto expulsó a los austríacos del bosque en que habían pernoctado y los empujó al pueblo de Schwanndorf. Temiendo que sus fuerzas fuesen flanqueadas, Carlos envió refuerzos para sostener el flanco derecho. Él mismo dirigió ocho batallones de granaderos húngaros; durante los combates que se libraron en este sector fallecieron tanto el príncipe de Anhalt como Karl Aloys zu Fürstenberg. Por otro lado, el centro austriaco, con más soldados que el francés, detuvo la acometida francesa en esa parte de la línea.
En el flanco derecho francés, el general Ferino intentó hacer retroceder a los austríacos, primero con la artillería y luego con un ataque a través del bosque que rodeaba la carretera entre la aldea de Asch y Stockach. Al tercer asalto consiguió apoderarse de la carretera, pero las fuerzas austriacas se reagruparon y su artillería, que había quedado en un saliente de la formación, bombardeó a las tropas francesas. Los franceses conquistaron la aldea de Wahlweiss mediante una carga a la bayoneta, pero no pudieron conservarla y las fuerzas de Ferino se retiraron de ella por la noche. Jourdan ordenó entonces una retirada general de la zona; mandó a sus divisiones que se replegasen siguiendo los mismos caminos que habían empleado para llegar a la región, e instaló el cuartel general del ejército en Hornberg. Envió a la caballería a la ladera occidental de la Selva Negra, donde esperaba que los caballos encontrasen mejores pastos.

### Batalla de Winterthur
Hacia mediados de mayo de 1799, los austríacos habían arrebatado a los franceses la mitad oriental de la nueva República Helvética; el ejército de Friedrich von Hotze los expulsó de los cantones de los grisones. El ejército del archiduque Carlos —compuesto por unos ciento diez mil soldados— cruzó el Rin al oeste de Schaffhausen, y se aprestó para encontrarse con los ejércitos del barón Von Hotze y del conde Federico José de Nauendorf en la meseta suiza que rodea Zúrich. Por su parte, el Ejército de Suiza y el del Danubio, que se encontraban ya a las órdenes André Masséna, trataron de impedirlo, enfrentándose a los austriacos en Winterthur.
Masséna envió a Michel Ney, recién ascendido a general de división, al frente de parte del Ejército del Danubio a Winterthur el 27 de mayo de 1799 con el objetivo de detener el avance austriaco desde Suiza oriental. Si los austríacos conseguían reunir al ejército de Von Hotze que venía del este con el de Nauendorf que se hallaba al norte de Zúrich, y con el del archiduque Carlos que se encontraba al norte y al oeste de la ciudad, los franceses quedarían casi cercados en Zúrich y en una posición muy expuesta al enemigo.
En la mañana del 27 de mayo, Von Hotze dispuso sus fuerzas en tres columnas y emprendió la marcha hacia Winterthur. Le esperaba Ney, que desplegó sus soldados en torno a unos cerros, el Ober-Winterthur, situados a unos seis kilómetros al norte de la ciudad. El jefe de la vanguardia francesa, Jean Victor Tharreau, había comunicado a Ney que enviaría a la división de Jean de Dieu Soult para apoyarlo; Ney entendió que debía cerrar el paso a los austriacos sin retroceder y que para ello recibiría refuerzos que impedirían que el enemigo lo aislase de las demás unidades francesas al mando de Soult. Por tanto, envió a la brigada más débil, a las órdenes de Gazan, valle arriba hacia Frauenfeld, y otra, que mandaba Roget, a ocupar el flanco derecho de la formación para evitar toda maniobra de flanqueo.
Hasta media mañana, la vanguardia de Von Hotze había encontrado cierta resistencia de las dos brigadas francesas que mandaba Ney. Pese a ello, sus soldados quebraron las posiciones de la brigada más débil y penetraron en el bosque que rodea el pueblo de Islikon. Después de apoderarse de los pueblos de Gundeschwil, Schottikon, Wiesendangen y Stogen, al oeste de Islikon, Von Hotze desplegó dos de sus columnas frente a los franceses mientras la tercera, como había previsto Ney, trató de flanquearlos por la derecha. Como Soult nunca llegó con los esperados refuerzos (se lo sometió a juicio por desobediencia por ello), Ney se replegó, cruzó Winterthur y se reunió con el grueso de la fuerza de Tharreau a las afueras de Zúrich. Un día más tarde, Von Hotze alcanzó al ejército principal austriaco, el del archiduque Carlos.

### Primera batalla de Zúrich
La primera batalla de Zúrich, que se libró entre el 4 y el 7 de junio de 1799, unos cuarenta y cinco mil soldados franceses se enfrentaron a unos cincuenta y tres mil austriacos en los llanos que rodean la ciudad. La izquierda austriaca la mandaba Von Hotze y constaba de veinte batallones de infantería, veintisiete escuadrones de caballería y ciertas unidades de artillería; en total, diecinueve mil soldados. La derecha la mandaba el general Federico José, conde de Nauendorf y la componían dieciocho mil soldados. Los dos bandos sufrieron copiosas bajas; entre las muertes de oficiales, destacaron las del general de brigada Cherin en el bando francés y el Feldzeugmeister (general de infantería Olivier, conde de Wallis en el austriaco. En total las bajas francesas se compusieron de quinientos muertos, ochocientos heridos y trescientos prisioneros; las austriacas, de setecientos treinta fallecidos mil cuatrocientos setenta heridos y dos mil doscientos prisioneros. Cuando los austriacos tomaron las posiciones enemigas en la ciudad se apoderaron de ciento cincuenta cañones. Finalmente Masséna tuvo que retirarse de la ciudad, que ocuparon los austriacos del archiduque Carlos. Masséna se retiró allende el Limmat y erigió una línea fortificada. Von Hotze estorbó la retirada y se desplegó por la orilla del río. Pese al hostigamiento de Von Hotze del enemigo en retirada, Carlos decidió no perseguirlo; Masséna pudo replegarse a la orilla opuesta del Limmat sin que se lo impidiese el grueso del ejército austriaco, lo que disgustó al oficial de enlace ruso, Aleksandr Ivánovich Ostermann-Tolstói.
El 14 de agosto de 1799, un ejército ruso de seis mil jinetes, veinte mil soldados de infantería y mil seiscientos cosacos al mando de Aleksandr Korsakov, se unió a las fuerzas del archiduque Carlos en Schaffhausen. En una maniobra de pinza coordinada con las fuerzas rusas, este ejército austro-ruso debía rodear a las fuerzas de Masséna, menos numerosas, en las orillas del Limmat, donde este se había refugiado en la primavera anterior. Para desviar el ataque enemigo, el general Claude Lecourbe atacó los pontones que los austriacos utilizaban para atravesar el Rin, destruyó la mayoría y dejó inservibles los demás.
Antes de que el archiduque pudiese reagrupar a sus hombres y preparar nuevas operaciones, le llegaron órdenes de la Junta Imperial de Guerra, el organismo imperial vienés encargado de la dirección de la guerra, que cambiaron sus planes; el ejército de Carlos debía dejar la defensa de Zúrich a Korsakov, volver a cruzar el Rin y dirigirse a Maguncia. El archiduque retraso en lo posible el cumplimiento de las nuevas órdenes, pero finalmente tuvo que obedecerlas. Como consecuencia, tropas rusas al mando de un general inexperto sustituyeron a las fogueadas austriacas en la estratégica ciudad suiza. Carlos cruzó con sus unidades al norte del Rin y emprendió la lenta marcha hacia Maguncia. En Italia, el generalísimo ruso Aleksandr Suvorov, se indignó al enterarse, pues la seguridad de su flanco derecho dependía de las fuerzas austro-rusas destacadas en Suiza y había previsto unirse a ellas como tarde en septiembre u octubre de ese año. Pese a que luego se rescindieron las órdenes que obligaban al archiduque a marchar al norte, este las recibió demasiado tarde para poder regresar a tiempo a Zúrich para participar en la siguiente batalla que allí se libró.

### Segunda Batalla de Zürich
Tras la segunda batalla de Zúrich, los franceses recuperaron la ciudad homónima así como el resto de Suiza. Masséna venció con claridad a Korsakov: rodeó a sus fuerzas, las hizo caer en un ardid y luego capturó a la mitad de ellas. Le arrebató los bagajes y la mayoría de los cañones, y le causó más de ocho mil bajas. El combate se libró principalmente en las dos orillas del río Limmat, junto a las puertas de Zúrich, e incluso en esta. La ciudad se había declarado neutral y evitó ser destruida por los ejércitos enfrentaros. El general Nicolas Oudinot mandaba las unidades francesas del flanco derecho y el general Joseph Mortier, las del izquierdo.
Al mismo tiempo, Soult dirigió un destacamento de unos ciento cincuenta tiradores que vadeó el Linth —los hombres llevaban sus fusiles por encima de la cabeza para evitar que se mojasen— y protegió el paso del resto del resto de las unidades. El barón Von Hotze, jefe de las fuerzas austriacas, se adelantó para proteger Richterswil y murió de un balazo. Su sucesor en el mando austriaco, Franz Petrasch, no pudo rechazar a los franceses y acabó por ordenar la retirada de la región; se replegó a St. Gallen, pero perdió otros ocho mil hombres y algunos cañones más durante la maniobra. Para cuando Suvorov llegó a St. Gallen a comienzos de octubre, los franceses habían expulsado a los austríacos y rusos de esta posición y el general ruso tuvo que organizar la retirada a través de los Alpes hasta Vorarlberg; en el trayecto sufrió bajas.

## Problemas de organización y de mando
El ejército francés sufrió diversos problemas en el mando, especialmente en las primeras operaciones en el suroeste de Alemania. Después de la derrota en Stockach, el ejército se retiró a la Selva Negra. Jourdan cedió temporalmente el mando a Ernouf, que era un oficial capaz pero que carecía de experiencia para organizar un ejército diverso y desmoralizado. Jourdan se retiró a Estrasburgo, y afirmó hallarse indispuesto. Para cuando Masséna llegó para tomar el mando del ejército, este se encontraba en total desorden y sin disciplina. Solo cuatro generales de división permanecían en sus puestos: Klein, Ferino, Souham, y Vandamme. Decaen estaba arrestado en Estrasburgo, a espera de juicio; también lo estada D'Hautpoul, acusado de no haber realizado una carga de caballería en Stockach. Otros oficiales habían desaparecido en el suroeste alemán o habían partido a Francia. Nadie sabía dónde se encontraba Bernadotte y Saint Cyr se había retirado a Mannheim, aunque se tenía contacto con él. Lecourbe, que había resultado herido en Stockach, se había retirado a París a recuperarse; con astucia, se las arregló para permanecer en la capital francesa hasta finales de noviembre y colaborar en el golpe de Napoleón, granjeándose la atención y el agradecimiento de este.

### Escuela de mariscales
Al principio, en el Ejército lucharon cinco futuros mariscales de Francia: su jefe Jean-Baptiste Jourdan, François Joseph Lefebvre, Jean-Baptiste Drouet, Laurent de Gouvion Saint-Cyr y Édouard Adolphe Casimir Joseph Mortier. Después de la derrota en Ostrach, el Ejército se reorganizó y pasó a mandarlo otro futuro mariscal francés, André Masséna.

## Variaciones subsiguientes
El Ejército de Suiza y parte del Danubio se unieron en una sola formación al mando de André Masséna en abril de 1799; en junio, parte del Ejército del Danubio se envió como refuerzo al Ejército del Rin. Este y el del Danubio se unieron más tarde, el 24 de noviembre de 1799 y formaron una nueva unidad de mayor tamaño, que siguió llamándose Ejército del Rin.

## Jefes
| Imagen | Nombre                | Fechas                                  | Campañas/de batallas                                                        |
| ------ | --------------------- | --------------------------------------- | --------------------------------------------------------------------------- |
|        | Jean-Baptiste Jourdan | 7 de marzo-8 de abril de 1799           | Batalla de Ostrach Batalla de Stockach (1799)                               |
|        | Jean Augustin Ernouf  | 8 de abril-29 de abril de 1799          | Jefe interino                                                               |
|        | André Masséna         | 29 de abril-29 de noviembre de 1799     | Primera batalla de Zúrich Segunda batalla de Zúrich                         |
|        | Louis Marie Turreau   | 30 de noviembre-11 de diciembre de 1799 | Jefe interino, nombrado temporalmente tras el golpe de Estado de noviembre. |